# Copper Building

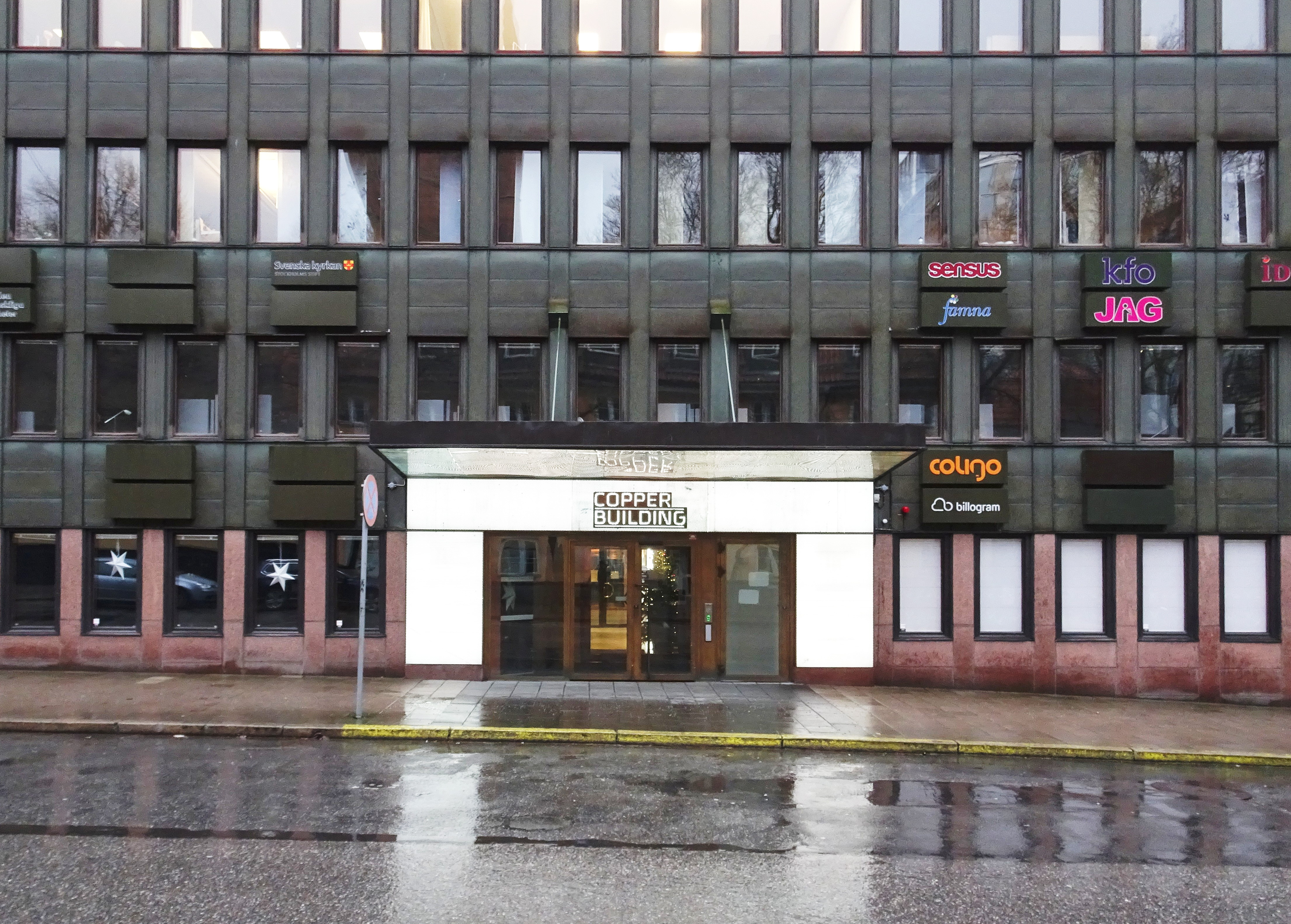
Copper Buildings huvudentré, 2021.

Copper Building kallas kontorsfastigheten Duvan 6 i kvarteret Duvan vid Klara södra kyrkogata 1 på Norrmalm i centrala Stockholm. Byggnaden uppfördes på 1970-talet efter ritningar av arkitektkontoret Malmquist & Skoogh och är grönmärkt av Stadsmuseet i Stockholm vilket innebär ”att den representerar ett högt kulturhistoriskt värde och är särskilt värdefull från historisk, kulturhistorisk, miljömässig eller konstnärlig synpunkt”.

## Beskrivning

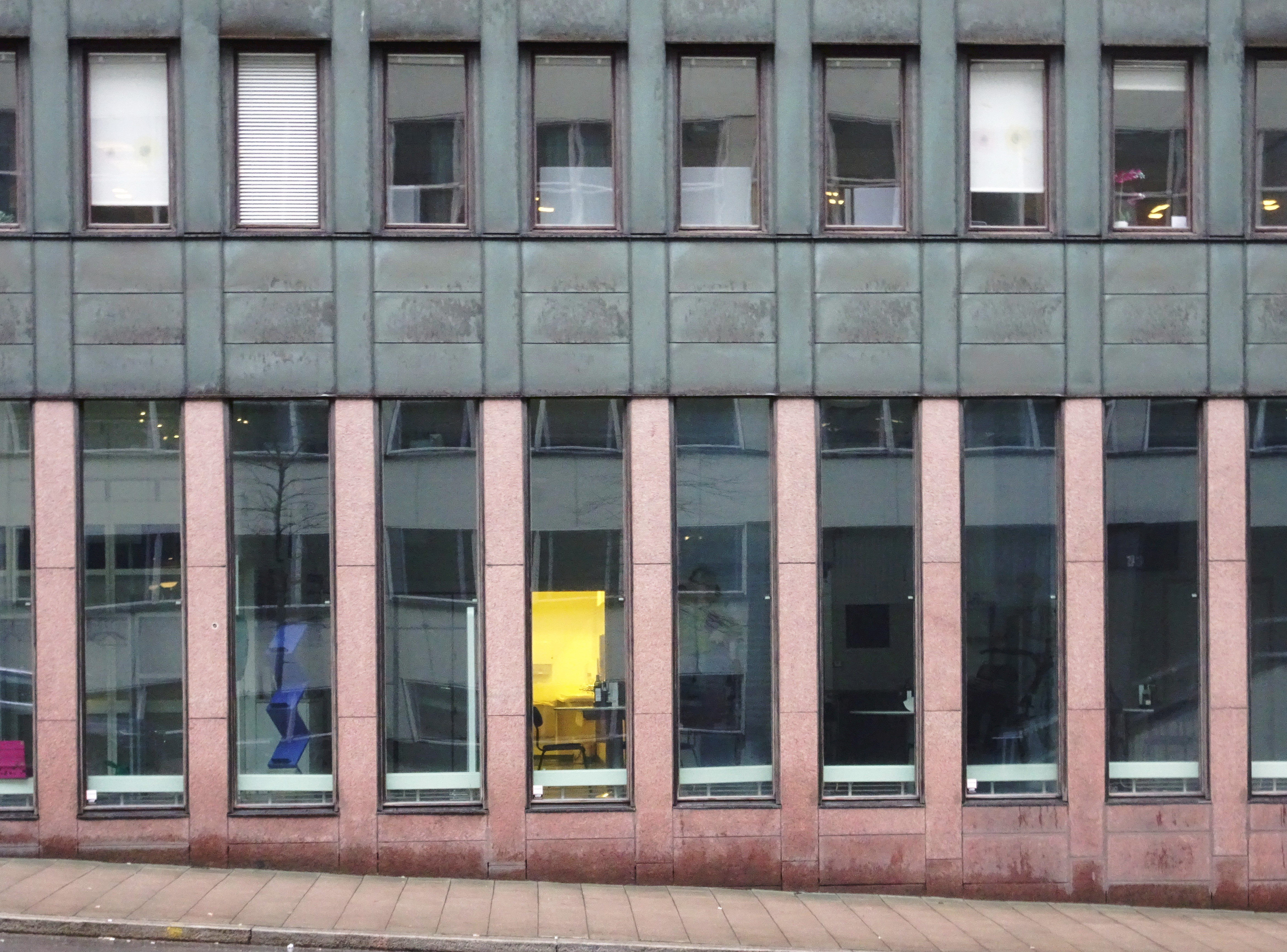
Fasaddetalj, 2021.

På platsen fanns på medeltiden Klara kloster och mellan 1912 och 1964 upptogs hela kvarteret av Klara folkskola som revs 1964. Tomten förblev obebyggd bortsedd från en låg paviljongbyggnad med en OK bensin- och servicestation och nyttjades också som parkeringsplats fram till 1974. Därefter uppfördes nuvarande kontorshus ritat av Malmquist & Skoogh och konstruerat av Harald Elman Ingenjörsbyrå. Byggherre var Klaraduvan AB. Byggnaden karaktäriseras av sin slutna, kubiska volym och sina gedigna kopparfasader vilka gav upphov till smeknamnet Copper Building. 
Byggnaden har åtta våningar samt en indragen takvåning. Mot den högre belägna Vattugatan i söder är höjden sju våningar med indragen takvåning. Byggnadens fyra hörn är snedskurna, även i takvåningen. Huvudentrén placerades mot norr, vid Klara södra kyrkogata 1. Totalytan ligger på omkring 9 700 m².
År 2017 förvärvade KPA Pension Duvan 6 från fastighetsbolaget Mengus. Köpeskillingen offentliggjordes inte, men priset låg sannolikt nära en miljard kronor. Tidigare ägare var Fabege (fram till 2014), Whitehall (fram till 2006) och Drott (fram till 2003).  Till större hyresgäster hör för närvarande (2020) Arbetsgivarföreningen KFO, TGIF och Svenska kyrkan.

## Bilder

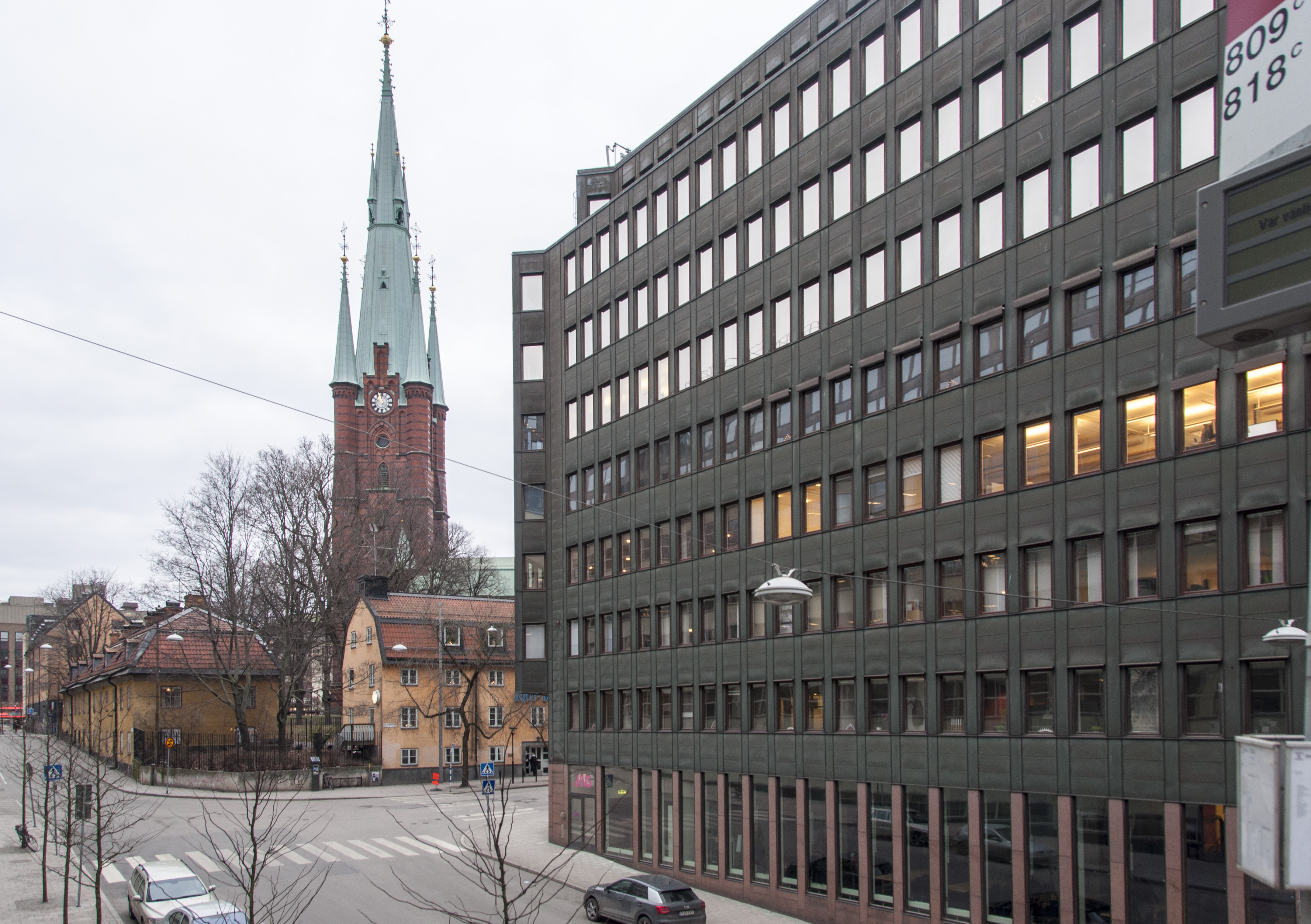
Klara västra kyrkogata norrut, 2018.
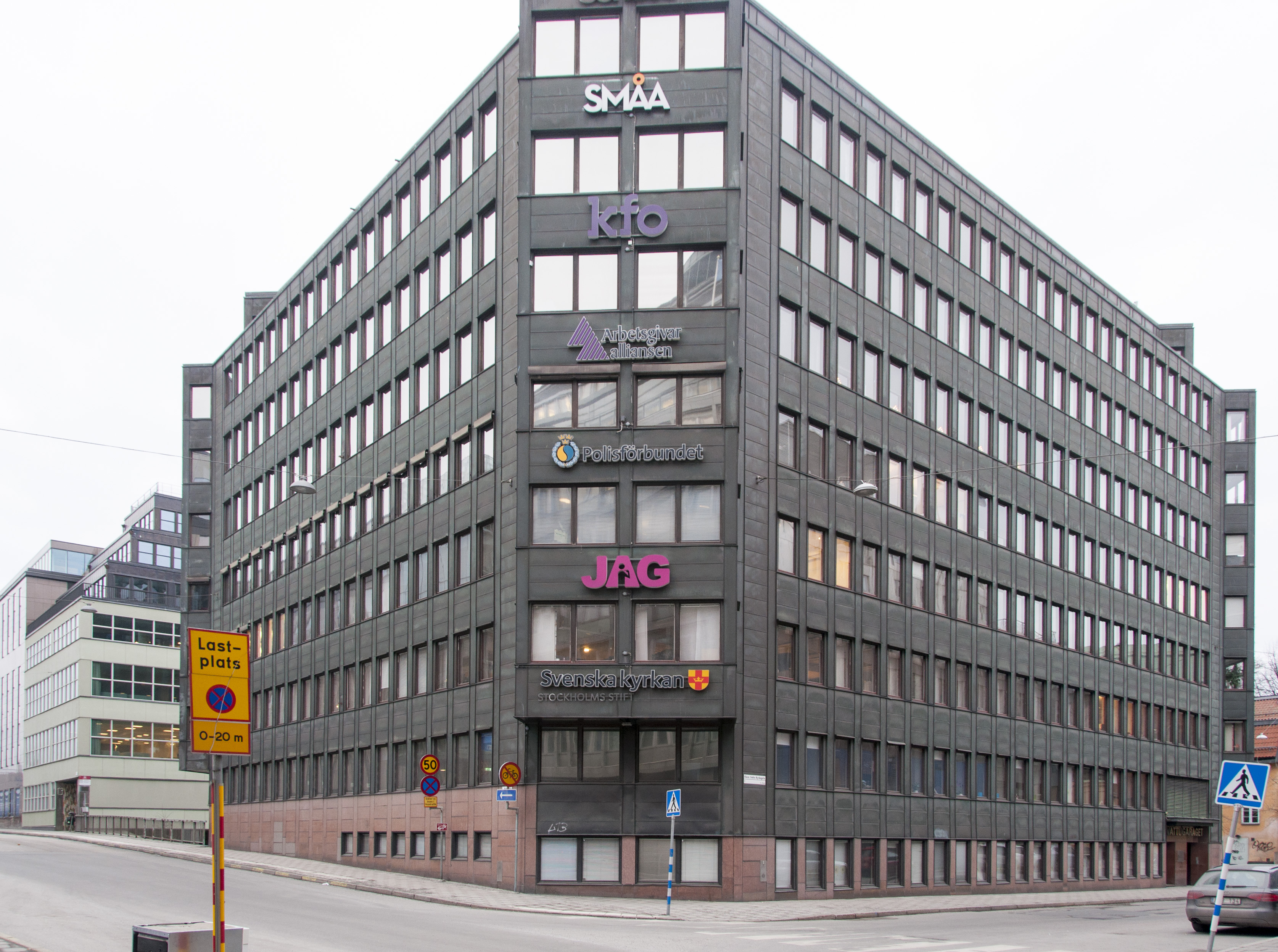
Byggnaden sedd från sydost, 2018.
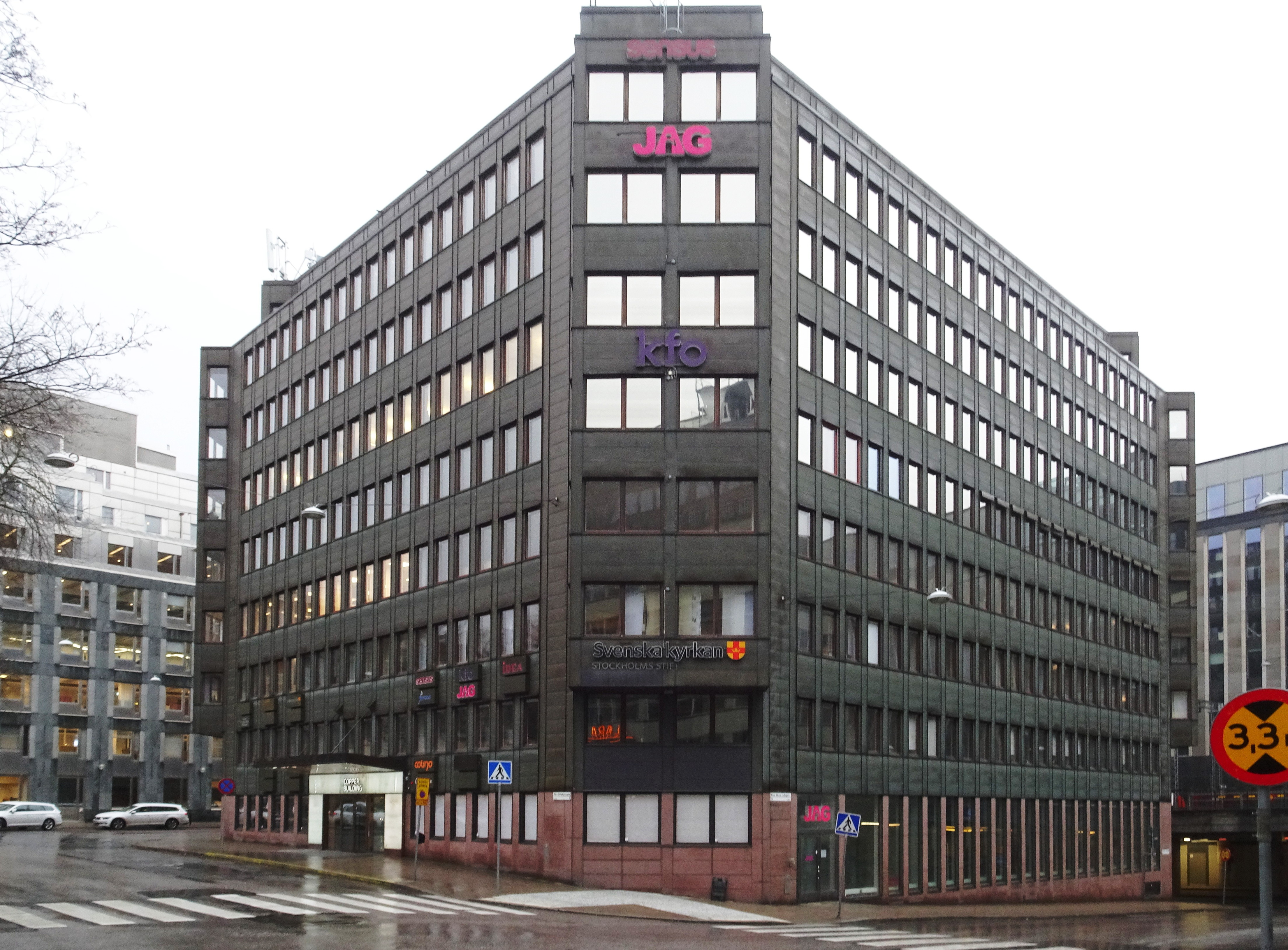
Byggnaden sedd från nordväst, 2018.
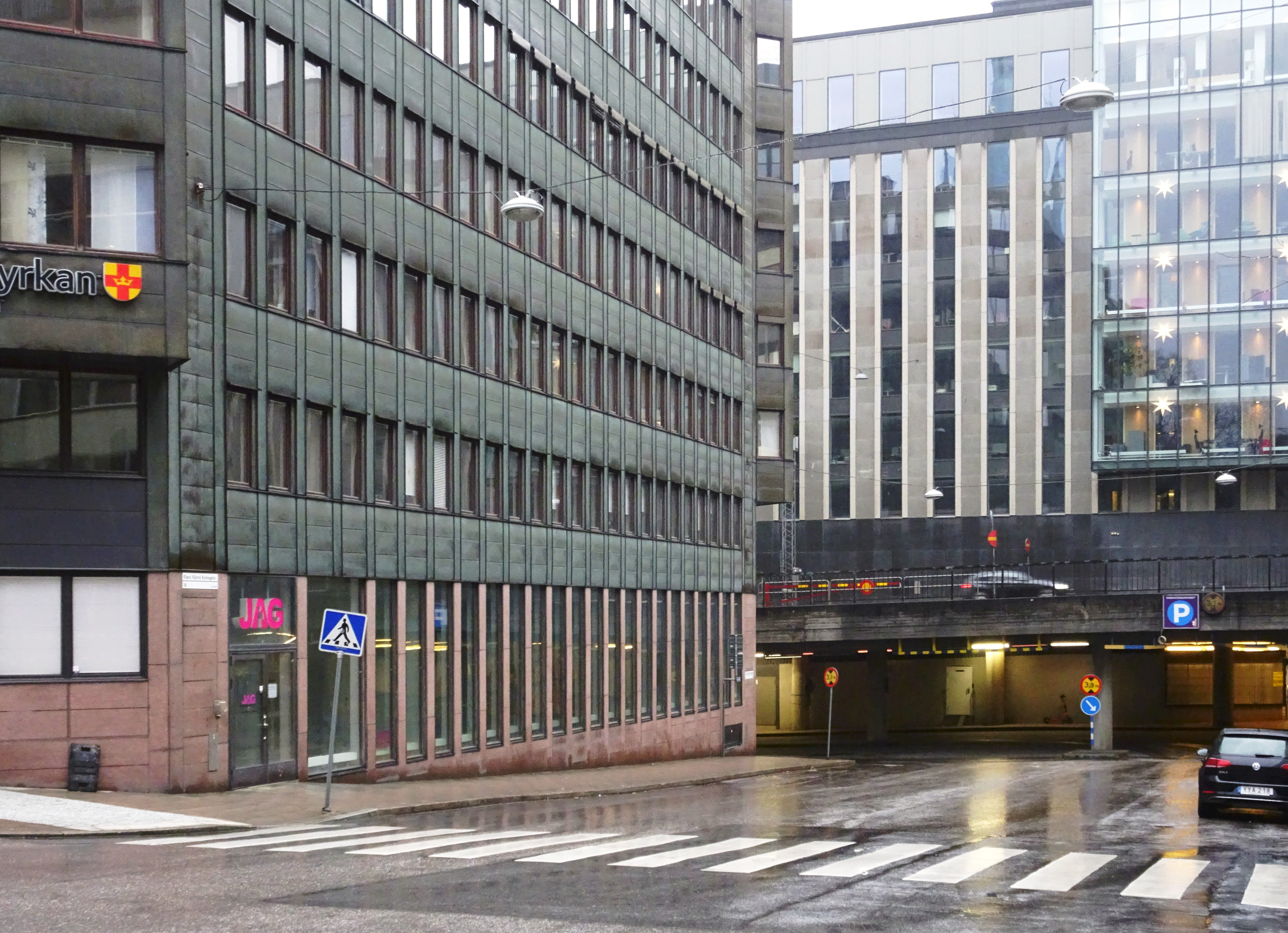
Klara västra kyrkogata söderut, 2021.